# Tsutsuia
Tsutsuia is een kevergeslacht uit de familie van de boktorren (Cerambycidae). De wetenschappelijke naam van het geslacht werd voor het eerst geldig gepubliceerd in 1961 door Hayashi.

## Soorten
Tsutsuia is monotypisch en omvat slechts de volgende soort:
- Tsutsuia elegans Hayashi, 1961